# 南留关帝庙
	 市保三			
南留关帝庙是一座清代古建筑，位于山西省晋城市阳城县北留镇南留村村中。
2013年1月，南留关帝庙公布为第三批晋城市文物保护单位，古建筑类，编号3-281。